# Atletica leggera alla XIII Universiade
Le gare di atletica leggera alla XIII Universiade si sono svolte a Kōbe, in Giappone, dal 30 agosto al 4 settembre 1985.

## Risultati

### Uomini
| Specialità | Oro                                                                    | Prestazione | Argento                                                                        | Prestazione | Bronzo                                                                           | Prestazione |
| 100 metri | Chidi Imoh                                                             | 10"22       | Andrés Simón                                                                   | 10"28       | Lee McNeill                                                                      | 10"33       |
| 200 metri | Leandro Peñalver                                                       | 20"57       | Atlee Mahorn                                                                   | 20"65       | Chang Jae-Keun                                                                   | 20"78       |
| 400 metri | Innocent Egbunike                                                      | 45"10       | Roberto Hernández                                                              | 45"41       | Sunday Uti                                                                       | 45"58       |
| 800 metri | Ryszard Ostrowski                                                      | 1'44"38     | Viktor Kalinkin                                                                | 1'45"21     | John Marshall                                                                    | 1'45"32     |
| 1 500 metri | Chris McGeorge                                                         | 3'46"22     | Adam Dixon                                                                     | 3'46"29     | Dragan Zdravkovic                                                                | 3'46"78     |
| 5 000 metri | Stefano Mei                                                            | 13'56"48    | Carey Nelson                                                                   | 13'57"77    | Rob Lonergan                                                                     | 13'58"02    |
| 10 000 metri | Keith Brantly                                                          | 29'11"24    | Jesús Herrera                                                                  | 29'11"71    | Shuichi Yoneshige                                                                | 29'11"73    |
| Maratona | Orlando Pizzolato                                                      | 2'20'06     | Salvatore Nicosia                                                              | 2'21'09     | Paul Gompers                                                                     | 2'21'40     |
| 110 metri ostacoli | Cletus Clark                                                           | 13"57       | György Bakos                                                                   | 13"72       | Keith Talley                                                                     | 13"76       |
| 400 metri ostacoli | Tagir Zemskov                                                          | 49"38       | Henry Amike                                                                    | 49"70       | René Djédjémel Mélédjé                                                           | 49"73       |
| 3 000 metri siepi | Franco Boffi                                                           | 8'28"75     | Eddie Wedderburn                                                               | 8'28"90     | Hans Koeleman                                                                    | 8'32"19     |
| 4×100 metri | Cuba Ricardo Chacón Leandro Peñalver Sergio Maximo Querol Andrés Simón | 38"76       | Canada Rick Jones Mike Dwyer Cyprian Enweani Atlee Mahorn                      | 39"07       | Stati Uniti Lee McNeill Thomas Jefferson Keith Talley Mike Morris Lorenzo Daniel | 39"15       |
| 4×400 metri | Cuba Lázaro Martínez Leandro Peñalver Roberto Ramos Roberto Hernández  | 3'02"20     | Unione Sovietica Tagir Zemskov Sergey Kutsebo Yevgeniy Lomtyev Vladimir Prosin | 3'02"66     | Stati Uniti Clarence Daniel LeRoy Dixson Dale Laverty Cedric Vaughans            | 3'02"68     |
| Marcia 20 km | Viktor Mostovik                                                        | 1'25'52     | Andrey Perlov                                                                  | 1'25'52     | Guillaume LeBlanc                                                                | 1'26'22     |
| Salto in alto | Igor' Paklin                                                           | 2,41        | Francisco Centelles                                                            | 2,31        | Gerd Nagel                                                                       | 2,26        |
| Salto con l'asta | Radion Gataullin                                                       | 5,75        | Philippe Collet                                                                | 5,70        | David Volz                                                                       | 5,60        |
| Salto in lungo | Jaime Jefferson                                                        | 8,07        | Robert Emmiyan                                                                 | 8,03        | Stanislaw Jaskulka                                                               | 7,99        |
| Salto triplo | Charles Simpkins                                                       | 17,86       | Alexander Yakovlev                                                             | 17,43       | John Herbert                                                                     | 17,41       |
| Getto del peso | Remigius Machura                                                       | 21,13       | Alessandro Andrei                                                              | 20,85       | Ventsislav Khristov                                                              | 19,90       |
| Lancio del disco | Luis Delís                                                             | 66,84       | Vaclavas Kidykas                                                               | 63,12       | Juan Martínez Brito                                                              | 63,02       |
| Lancio del martello | Heinz Weis                                                             | 76,00       | Lucio Serrani                                                                  | 74,08       | Igor Nikulin                                                                     | 74,04       |
| Lancio del giavellotto | Dumitru Negoita                                                        | 84,62       | Wolfram Gambke                                                                 | 84,46       | Jean-Paul Lakafia                                                                | 82,96       |
| Decathlon | Mike Ramos                                                             | 8071        | Valter Külvet                                                                  | 7971        | Michael Neugebauer                                                               | 7895        |
| record mondiale; record mondiale stagionale; record africano; record asiatico; record europeo; record nord-centroamericano e caraibico; record sudamericano; record oceaniano; record delle Universiadi; record nazionale; record personale; record personale stagionale. |                                                                        |             |                                                                                |             |                                                                                  |             |

### Donne
| Specialità | Oro                                                                                          | Prestazione | Argento                                                                               | Prestazione | Bronzo                                                                | Prestazione |
| 100 metri | Irina Slyusar                                                                                | 11"22       | Anelia Nuneva                                                                         | 11"29       | Grace Jackson                                                         | 11"35       |
| 200 metri | Grace Jackson                                                                                | 22"59       | Elzbieta Tomczak                                                                      | 22"76       | Irina Slyusar                                                         | 22"86       |
| 400 metri | Tatyana Alekseyeva                                                                           | 51"49       | Ana Fidelia Quirot                                                                    | 52"10       | Sadia Showunmi                                                        | 52"78       |
| 800 metri | Nadezhda Zvyagintseva                                                                        | 1'58"59     | Cristieana Cojocaru                                                                   | 1'59"09     | Ana Fidelia Quirot                                                    | 1'59"77     |
| 1 500 metri | Svetlana Kitova                                                                              | 4'07"12     | Margareta Keszeg                                                                      | 4"07"55     | Darlene Beckford                                                      | 4'08"84     |
| 3 000 metri | Cathy Branta                                                                                 | 9'02"75     | Kathy Hayes                                                                           | 9'02"92     | Angela Chalmers                                                       | 9'03"19     |
| 10 000 metri | Marina Rodchenkova                                                                           | 32'58"45    | Svetlana Guskova                                                                      | 32'59"24    | Kirsten O'Hara                                                        | 33'05"84    |
| Maratona | Mami Fukao                                                                                   | 2'44'55     | Patti Gray                                                                            | 2'46'20     | Sylvie Bornet                                                         | 2'48'11     |
| 100 metri ostacoli | Ginka Zagorcheva                                                                             | 12"71       | Nadezhda Korshunova                                                                   | 12"87       | Anne Piquereau                                                        | 12"96       |
| 400 metri ostacoli | Margarita Navickaite                                                                         | 55"33       | Cristieana Cojocaru                                                                   | 55"44       | Nawal El Moutawakel                                                   | 55"59       |
| 4×100 metri | Stati Uniti Kathrene Wallace Michelle Finn Brenda Cliette Gwen Torrence                      | 43"29       | Unione Sovietica Nadezhda Korshunova Marina Molokova Irina Slyusar Yelena Vinogradova | 43"43       | Bulgaria Silvia Khristova Anelia Nuneva Pepa Pavlova Ginka Zagorcheva | 43"57       |
| 4×400 metri | Unione Sovietica Margarita Navickaite Nadezhda Zvyagintseva Yelena Korban Tatyana Alekseyeva | 3'25"96     | Canada Charmaine Crooks Esmie Lawrence Camille Cato Molly Killingbeck                 | 3'29"06     | Stati Uniti Susan Shurr Sharon Dabney Tanya McIntosh Joetta Clark     | 3'30"41     |
| Marcia 5 km | Aleksandra Grigoryeva                                                                        | 22'21"10    | Yan Hong                                                                              | 22'25"77    | Natalya Serbinenko                                                    | 22'27"21    |
| Salto in alto | Silvia Costa                                                                                 | 2,01        | Lyudmila Petrus                                                                       | 1,93        | Danuta Bulkowska                                                      | 1,91        |
| Salto in lungo | Irina Valyukevich                                                                            | 7,04        | Silvia Khristova                                                                      | 6,62        | Marieta Ilcu                                                          | 6,61        |
| Getto del peso | Natalya Lisovskaya                                                                           | 20,47       | Yang Yanqin                                                                           | 17,79       | Ramona Pagel                                                          | 17,46       |
| Lancio del disco | Maritza Martén                                                                               | 66,66       | Tsvetanka Khristova                                                                   | 65,30       | Daniela Costian                                                       | 63,20       |
| Lancio del giavellotto | Ivonne Leal                                                                                  | 71,82       | Beate Peters                                                                          | 63,70       | María Caridad Colón                                                   | 62,46       |
| Eptathlon | Malgorzata Guzowska                                                                          | 6616        | Liliana Nastase                                                                       | 6313        | Judy Simpson                                                          | 6045        |
| record mondiale; record mondiale stagionale; record africano; record asiatico; record europeo; record nord-centroamericano e caraibico; record sudamericano; record oceaniano; record delle Universiadi; record nazionale; record personale; record personale stagionale. |                                                                                              |             |                                                                                       |             |                                                                       |             |

## Medagliere
| #      | Nazione          | Oro | Argento | Bronzo | Totale |
| ------ | ---------------- | --- | ------- | ------ | ------ |
| 1      | Unione Sovietica | 14  | 11      | 3      | 28     |
| 2      | Cuba             | 7   | 4       | 3      | 14     |
| 3      | Stati Uniti      | 6   | 3       | 11     | 20     |
| 4      | Italia           | 3   | 3       | 0      | 6      |
| 5      | Nigeria          | 2   | 1       | 2      | 5      |
| 6      | Polonia          | 2   | 1       | 2      | 5      |
| 6      | Romania          | 1   | 4       | 2      | 7      |
| 8      | Bulgaria         | 2   | 3       | 2      | 7      |
| 9      | Germania Ovest   | 1   | 2       | 2      | 5      |
| 10     | Regno Unito      | 1   | 1       | 2      | 4      |
| 11     | Giamaica         | 1   | 0       | 1      | 2      |
| 11     | Giappone         | 1   | 0       | 1      | 2      |
| 13     | Cecoslovacchia   | 1   | 0       | 0      | 1      |
| 14     | Canada           | 0   | 4       | 3      | 7      |
| 15     | Cina             | 0   | 2       | 0      | 2      |
| 16     | Francia          | 0   | 1       | 3      | 4      |
| 17     | Ungheria         | 0   | 1       | 0      | 1      |
| 17     | Messico          | 0   | 1       | 0      | 1      |
| 19     | Costa d'Avorio   | 0   | 0       | 1      | 1      |
| 19     | Marocco          | 0   | 0       | 1      | 1      |
| 19     | Paesi Bassi      | 0   | 0       | 1      | 1      |
| 19     | Corea del Sud    | 0   | 0       | 1      | 1      |
| 19     | Jugoslavia       | 0   | 0       | 1      | 1      |
| Totale | Totale           | 42  | 42      | 42     | 126    |